# Leclerc (танк)
«Лекле́рк» (фр. Leclerc) — французький основний бойовий танк третього покоління. Створено концерном GIAT в 1980-ті роки для заміни застарілого танка AMX-30. Серійне виробництво розпочато в 1992 році, всього до 2007 року було випущено 794 одиниці. Станом на 2010 рік, подальше виробництво «Леклерка» не ведеться. 406 танків цього типу перебувають на озброєнні Франції, ще 388 — на озброєнні армії Об'єднаних Арабських Еміратів (з них 80 були передані Збройним силам Йорданії у 2018 році).
Застосування автомата заряджання дало змогу зменшити екіпаж до трьох осіб і значно знизити масу броні (приблизно на 7 тонн щодо порівнянних танків інших країн), а отже — збільшити рухливість машини. Це нетипове рішення для блоку НАТО, але характерне для радянської школи танкобудування. Хоча у Франції автомат заряджання застосовувався і раніше, рішення про оснащення «Леклерка» таким вузлом позначилося на вартості проєкту (для порівняння — американський М1А1 оснащений ліцензійною гарматою, розробленою в Німеччині для танка Leopard 2). Велика кількість складного електронного обладнання зумовило потенційно меншу надійність і значну вартість танка, що стримує як його масове застосування самою Францією, так і експортні перспективи. Названий на честь учасника Другої світової війни, генерала (маршала Франції — посмертно) Філіппа Леклерка. Іноді танк називають AMX-56, проте ця назва не є офіційною.

## Розробка танка
Починаючи з 1978 р., конструктори Франції і ФРН спільно опрацьовували програми «Наполеон-1» і Kpz-3 (Kampfpanzer — бойовий танк). Крім суто технічної співпраці, у цей час країни зробили ряд кроків і в розширенні військових контактів, наслідком чого стало створення франко-німецької бронетанкової бригади. Технічні проблеми подолати виявилося набагато важче через велику кількість фундаментальних розбіжностей з приводу бажаної конфігурації —  наприклад визначення граничної маси танка — не більше 54 т з французької сторони, (з чим не погоджувалися німці), які мали свій погляд на захищеність машини та шляхи її убезпечення, що призвело до провалу цієї співпраці. У підсумку Франція, і без того затрималася з прийняттям танка третього покоління (виробництво колишньої основної машини АМХ-30 затяглося до 1977 р.), з 1982 р. самостійно продовжила розробку нового танка ЕРС (Engin Principal de Combat), який повинен був істотно перевершити сучасні йому Leopard 2, Abrams і Challenger.
Форсуючи роботи, інженери державного збройового концерну GIAT зробили ставку на найпередовіші рішення, багато з яких утілювалися в конструкції вперше, включно із широким впровадженням досягнень електроніки. Остаточне рішення було прийнято на початку 1986 р., а сам перспективний танк отримав назву «Леклерк» на честь командира 2-ї танкової дивізії Франції, що в липні 1944 р. звільняла Париж.
Складні вузли та агрегати було випробувано на стендах і експериментальних машинах. У їх числі були варіанти підвіски (торсіонна і два типи гідропневматичної), блок силової установки, гусениці з траками із сталі і легких сплавів, система управління вогнем, у складі якої перевірялися і тепловізори фірм TRT і SAT. До кінця 1986 р. було зібрано шість перших дослідних зразків, один із яких управління озброєнь Сухопутних військ Франції пред'явило 10 січня 1987 року вищому керівництву. Машина, зазначена як «функціональний зразок», була ще далека від заданого рівня і несла частину обладнання у вигляді експериментальних моделей.
Перші прототипи зберігали схожість із відомим німецьким побратимом, — танком «Леопард-2» (особливо баштою), — проте під бронею ховалися принципово нові рішення, у більшості лише плановані до впровадження на західних бронемашинах. Дотримуючись французької військової доктрини, армія хотіла мати швидкохідний танк — компактну машину з високою питомою потужністю, що вплинуло на конструкцію загалом. Розглядалося кілька варіантів компонування, зокрема — безбаштовий танк з екіпажем у корпусі і виносною установкою озброєння зверху на лафеті. Переміг усе ж здоровий консерватизм, і пріоритет отримало традиційне класичне компонування, що поєднувала кращу технологічність, зручність в експлуатації і можливість забезпечити кращу захищеність. «Обтиснення» силуету танка навколо бойового відділення та компактного мотовідсіку дозволило знизити заброньований об'єм до 17,5 м³ проти 21 у «Абрамса» і 19,4 у «Леопарда-2А4», а площу ураження лобової проєкції до 1,6 м кв. проти 2,7 і 2,1 м кв. в американської та німецької машин. За корпусом «Леклерк» виявся на 1 м коротше «Леопарда» і на 2 м — англійського «Челленджера», а висота по дах башти французького танка склала лише 2,3 м.
Під час випробувань і підготовки до серійного виробництва змін зазнала як конструкція танка, так і комплекс його обладнання. Захист башти посилили навішуванням рознесеного бронювання, що надало їй характерні плавні обводи, димові мортири замінили багатоцільовою гранатометною установкою, від торсіонної підвіски на першій парі прототипів відмовилися на користь індивідуальної гідропневматичної, що забезпечує плавність ходу, необхідну для «ніжної» електроніки. Перехід на нову підвіску вивільнив внутрішній об'єм, що дозволило розмістити в передній боєукладці 18 пострілів замість колишніх 12.
З міркувань економії два лазерні далекоміри, пов'язані з прицілами командира і навідника, замінили єдиним із виводом на обидва канали. Електронно-оптичний приціл командирський HL15 змінив HL70, було також удосконалено тепловізор «Атос», що почав забезпечувати дальність виявлення цілей типу танка до 5000 м вночі і в погану погоду, у той час як нічні приціли попереднього покоління забезпечували наведення лише на дистанціях 1500—2000 м. При доведенні «Леклерка» прототипи пройшли 39 000 км і виконали 1800 стрільб.
Усередині «Леклерка». Сформований образ танка характеризувався щільним компонуванням, високою питомою потужністю і насиченістю електронікою, що управляє основними системами машини. Передові технології вводилися не заради них самих або як данина моді, а в продуманому комплексі, що мав на меті підвищення ефективності танка в бою.
Щільності компонування сприяло встановлення автомата заряджання гармати, уперше використаного на західних основних танках. Автомат заряджання з транспортером стрічкового типу було пристосовано для установки не в корпусі, а у башті, 22 унітарних постріли розміщено в ґратках горизонтального конвеєра, що розташовано в кормі башти впоперек гармати, навпроти казенника якої влаштовано вікно подачі. На команду з пульта гармата автоматично стає на кут заряджання −1,8°, а конвеєр подає до вікна ґратку з відповідним снарядом і гільзою, що згорає. Автоматика здатна забезпечити технічний темп стрільби (без урахування прицілювання і наведення) до 15 пострілів за хвилину, що дає ефективну швидкострільність 10—12 постр./хв як з місця, так і в русі. Спорядження ґраток конвеєра ведеться ззовні через завантажувальний люк у кормовій стінці башти або зсередини, з місця навідника, який може поповнювати автомат із боєукладки — обертового барабана на 18 пострілів, що встановлено в корпусі праворуч від механіка-водія.
Відсік гармати й автомата заряджання «Леклерка» відділений від робочих місць командира і навідника герметичними стінками, що підвищує безпеку і живучість (на думку творців, ізольоване розміщення боєкомплекту гарантує порятунок екіпажу навіть при внутрішньому вибуху боєприпасів). Закритий гарматний відсік знижує загазованість башти при стрільбі і позбавляє танкістів ризику потрапити під задок гармати при віддачі або на ходу, коли працює стабілізатор і гармата «гуляє» по башті. Керування баштовими приводами ведеться за допомогою електромоторів постійного струму, більш компактних і економічних, порівняно з гідравлікою і електрогідроприводом, від яких вони вигідно відрізняються і пожежною безпекою, 19-тонна башта «Леклерка» вельми рухлива: 30-кіловатний електропривід забезпечує її повний розворот за 5 с, причому для забезпечення розгону з місця підключаються спеціальні акумулятори-розрядники.
Двомісна башта низького профілю і щільне компонування дозволили не тільки зменшити габарити танка, але і використати отриманий виграш для підвищення його захищеності: «француз», що виявився майже на 10 т легше М1А2 (54,6 т, у порівнянні з 63 т), несе на 5—6 т більше броні, ніж його сучасники. Основним нововведенням у захисті є модульна конструкція броні, що навішується на підтримуючий коробчастий каркас. Вважається, що це дозволить легко замінювати пошкоджені і прострілені модулі, ремонтувати танк у польових умовах і вдосконалювати протягом терміну служби, монтуючи нові секції з ефективнішим захистом.
Лобову броню танка утворено зовнішнім листом зі снарядостійкої сталі, потім листом сталі високої твердості, наповнювачем із шарів кераміки й склопластику, здатних протистояти кумулятивному струменю, і тильною підбивкою з тефлону і склопластику зі зміцнювальними вуглецевими волокнами. Борти танка, крім протикумулятивних екранів, несуть у передній частині сталеві короби завширшки 200 мм, що набрано з пустотілих секцій на шарнірах. Цим рознесеним бронюванням укрито передні пари напрямних, лінивці і робоче місце механіка-водія. Подібний захист має башта, причому через незвичної форми багатогранні екрани на ній одного часу приймалося за те саме «модульне бронювання».
Загалом творці танка оцінюють його захищеність від вогню спереду як удвічі кращу, ніж у інших західних машин. Утримуючись від конкретних даних, французькі джерела наводять наступні розрахункові еквівалентні товщини лобової броні корпусу та башти за стійкістю від 120-мм американського снаряду М829У2 — 650…700-мм; від ПТКР «Тоу-2А» — 1100…1200-мм; даху танка від кумулятивних засобів — 500...600-мм.
Характерним виглядає відмова французів від установлення динамічного захисту, що визнано ними небезпечним для навколишньої техніки і солдатів, яких у бою можуть вразити вибухаючі на броні своїх же танків пластини з вибухівкою.
Прагнення випередити конкурентів у повній мірі можна віднести і до озброєння «Леклерка». Потужна 120-мм гладкоствольна гармата CN 120-26 має довжину ствола 6,20 м (52 калібри), що на 1 м перевищує довжину американської М256 і німецької Rh 44 зі стволами в 44 калібри. Боєприпаси «Леклерка», «Абрамса» і «Леопарда-2» взаємозамінні, але французька гармата забезпечує бронебійному сердечнику підкаліберного снаряду початкову швидкість 1750 м/с, значно перевершуючи суперників. Для стрільби в русі гармата стабілізована у двох площинах. Ежектора вона не має, а продувка ствола для охолодження й видалення порохових газів після пострілу здійснюється стисненим повітрям від власного компресора. Повну заміну гармати, ресурс якої дорівнює 400 пострілів, можна зробити менше, ніж за годину, без зняття башти. Загалом гармата «Леклерка», що володіє чудовою балістикою за меншої ваги, оцінюється як найпотужніша з сьогоднішніх танкових артсистем Заходу, проте конструкція башти дозволяє в перспективі перейти на потужніший калібр 140 мм.
З гарматою встановлено спарений 12,7-мм кулемет із боєкомплектом 800 патронів, що використовується також для пристрілки на ближніх дистанціях (на відстані до 600 м його кулі мають подібну зі снарядами траєкторію). Другий кулемет, калібру 7,62 мм, монтується на башті зверху біля люка навідника або командира. Він легко знімається і може використовуватися для самооборони як ручний.
У кормі башти змонтовано гранатометну установку «Галиксом 13», що складається з двох блоків по бортах на дев'ять 80-мм мортир кожен. Комплект гранат становить чотири димових заряди, що створюють у 30—50 м завісу у видимому та ІЧ-діапазоні, двох теплових пасток, що вистрілюються вгору для відволікання ПТКР із тепловими головками самонаведення, і трьох протипіхотних гранат вагою по 5 кг, кожна з яких при розриві дає по сотні осколків у радіусі 15—30 м навколо танка.
Висока прохідність, рухливість і маневровість танка визначаються його енергооснащенням. Задовільними для сучасного танка вважаються показники не менше 25—27 к. с./т, що для 54-тонної машини вимагало виходу на 1500-сильний рівень. Фірмою «Юні Дизель» було спеціально розроблено високофорсований багатопаливний турбодизель рідинного охолодження V-8X 1500 з системою наддуву «Гіпербар» — своєрідний симбіоз двигуна внутрішнього згоряння і газової турбіни. Завдяки наддуву повітря від турбокомпресора з високим ступенем стиснення, що дорівнює 7,85, восьмициліндровий двигун при власній масі 1650 кг і робочому об'ємі всього 16,48 л має потужність 91 к. с./л, у той час як із літра робочого об'єму найкращих радянських танкових двигунів 6ТД-2 «знімалося» 72 к. с., а німецьких дванадцятициліндрових дизелів — 40—50 к. с. Розвиваючи вдвічі більшу потужність, ніж французькі двигуни попереднього покоління на АМХ-30, двигун V-8X 1500 зберіг ті ж габарити, причому набагато менші, ніж відповідні розміри двигуна «Леопарда».
Турбокомпресор ТМ-307В може використовуватися незалежно від основного двигуна як автономне 12-сильне джерело енергії або стартер для запуску дизеля. Комбінована силова установка дозволила «Леклерку» випередити більшість танків третього покоління за питомою потужністю, що досягає 27,5 к. с./т, і вийти на перше місце за швидкісними якостями і динамікою (менше ніж за 6 с танк розганяється до 32 км / год і може розвинути максимальну швидкість 71 км/год). Що правда, середня питома витрата пального (особливо велика на холостому ходу) виявилася досить високою — 231 г/кВт·год, що зумовило потребу в підвищеному запасі пального, доведеного до 1300 л, і ще 400 л у двох додаткових баках.
Агрегати моторно-трансмісійного відділення, що включають автоматичну гідромеханічну трансмісію ESM500 з п'ятьма передачами вперед і двома назад, механізми повороту, гальма і систему охолодження, змонтовано в єдиному силовому блоці з двигуном. Його вдале компонування і раціональне кріплення дозволяють замінити блок всього за 30 хв техніками середньої кваліфікації.
Підвіска кожного опорного котка індивідуальна, гідропневматична. Вузли підвіски з ходом 300 мм винесено назовні корпусу для поліпшення умов їх роботи та обслуговування. Гусениця з гумово-металевим шарніром має обгумовану бігову доріжку і з'ємні гумові «черевики» на траки для руху по дорогах. Поєднуючи рухливість, вогневу міць і захищеність — триєдине завдання сучасного танкобудування — «Леклерк» володіє відмінною рисою, яка може бути охарактеризована як інформаційна якість. Більшість систем танка управляється за допомогою гнучко програмованих електронних процесорів і апаратури, що контролюють рух, прицілювання, заряджання, ведення вогню і зв'язок. У комплексі, що становить єдину танкову інформаційно-управляючу систему (ТІУС), є бортова ЕОМ, що пов'язана з основними агрегатами танка і дублює обчислювач управління вогнем; електронна автоматика управління двигуном, коробкою передач, автоматом заряджання, протипожежною системою та ін; навігаційна інерціальна система з корекцією від супутникового комплексу «Навстар»; система зв'язку з телефонним і факсимільним режимами на базі УКХ-радіостанції PR4TG і псевдовипадковим перескоком робочої частоти, що захищає від перешкод і засобів РЕБ противника, що забезпечує засекреченість зв'язку та ускладнює її пеленгацію.
ТІКС видає екіпажу дані про місцезнаходження танка, оптимальні маршрути, роботу вузлів, витрати боєприпасів, пального, веде прийомопередачу інформації з іншими танками та КП про стан машини і тактичну обстановку. Всі дані виводяться у вигляді буквено-цифрових символів, бланків та мап на кольорові дисплеї, що дозволяє відмовитися від безлічі контрольних приладів і спростити роботу танкістів.
Принциповим є об'єднання всіх електронних систем машини в єдину мережу, яку, подібно до нервової системи живого організму, покликано керувати всіма складовими бойової машини. Її основою виступає єдина шина цифрових даних, що має 32 вхідних канали. До неї підключено і блоки системи керування вогнем (СКВ), що складається з двохплощинного стабілізатора гармати; бортового автоматичного метеопосту, що фіксує атмосферний тиск, температуру повітря, швидкість і напрямок вітру; перископічних приладів спостереження командира і навідника; рухомого панорамного прицілу командира HL70 з круговим оглядом і гіростабілізованим полем зору, які мають тепловізійний і оптичний канали з 2,5- і 10-кратним збільшенням; комбінованого прицілу навідника HL60, що включає лазерний далекомір, денний оптичний канал із 3,3- і 10-кратним збільшенням, денного телевізійного каналу з 10-кратним збільшенням та нічного каналу тепловізора «Атос» (його відвід видає зображення і на командирський приціл); дульного візира. Усіма елементами управляє ЕОМ СКВ із двома процесорами, що видає дані і враховує поправки для стрільби, а також контролює роботу вузлів. Завдяки швидкодії агрегатів, СКВ досягає готовності до бою через хвилину після включення, дозволяє вести вогонь у русі по пересіченій місцевості зі швидкістю до 36 км/год, а з місця за одну хвилину вразити шість різних цілей (інші сучасні танки — не більше трьох). Командир може продовжувати пошук цілей при веденні вогню, передаючи їх на приціл навідника. З СКВ пов'язано вісім перископічних приладів командира, що забезпечують круговий огляд, і три — навідника, що слугують не тільки для спостереження, а й для наведення гармати. Виявивши ціль із будь-якої сторони, натисканням кнопки на приладі можна автоматично розгорнути башту і гармату в напрямку його лінії візування.
Для врахування вигину ствола від нагріву слугує контролююча система динамічного узгодження лінії прицілювання з віссю ствола. Промінь лазера малої потужності на бронемасці гармати відбивається дзеркалом над дульним зрізом і приймається датчиком на башті, який оцінює стан ствола, та компенсує СКВ.
Начиння «Леклерка» може служити втіленням думки про те, що лінь сприяє прогресу: так, механіку-водію для запуску двигуна достатньо одного натиснення кнопки, електроніка веде постійний контроль за силовою установкою, цифровий процесор керує фрикціонами і коробкою передач із перемиканням швидкостей за долі секунди без переривання переданої потужності. При спорядженні автомата заряджання немає необхідності подавати снаряди різних типів у заданій послідовності — зчитувальний пристрій самостійно обере потрібний, прокручуючи конвеєр. Про несправності і зміну обстановки екіпажу голосом повідомить мовний інформатор, що має в запасі пам'яті 600 команд. Результатом високої насиченості робочих місць електронікою з безліччю пультів, екранів і окулярів («як всередині телевізора») був розтиражований у технічних журналах курйоз — фотографії бойового відділення, що виглядало незвично, раз у раз з'являлися перевернутими догори ногами.
Ергономіку населених відділень можна визначити як «технічний гуманізм». Сидіння з негорючої синтетики поглинають вібрацію і мають регулювання, всі приціли оснащено амортизуючою стрічкою, що утримує голову та оберігає особу від ударів. Круговий огляд із командирського місця і сектор 160° у навідника надають танкістам значно більші можливості в бою (зокрема і в порівнянні з вітчизняним підходом, який вважає достатніми всього три командирських прилади спостереження з обмеженим полем зору). До екіпажу «Леклерка» допускаються танкісти зростом до 182 см (176 см для механіка-водія). Для зручності членів екіпажу дах башти і верх корпуса не забули покрити шорстким рифленим пластиком, по якому не ковзає взуття.

## Початок кар'єри
На початку 1989 р. була замовлена перша партія з 16 танків «Леклерк», призначених для військових випробувань. 14 січня 1992 року концерн GIAT передав армії першу серійну машину, трохи (на місяць) запізнившись із терміном. Виготовлення нових танків затягувалося, до кінця року до первістка додалися лише дві бойові машини, і лише в наступному році на обкатку в складі танкового батальйону вивели всю пробну партію.
У ході випробувань було виявлено дефекти багатьох систем — неминуче продовження переваг складної машини. Відмовами супроводжувалася електронне регулювання, через що не раз за малих обертів двигун сам по собі зупинявся, а повторно запустити його екіпажу не вдавалося без коригування ЕОМ, доступною тільки фахівцеві. Аррестори на холостому ходу продовжували переслідувати «Леклерк» і в стройової експлуатації, змушуючи тримати обороти підвищеними хоча це і супроводжувалося неабиякою перевитратою палива.
Бортова електроніка залишалася постійним джерелом проблем. Висока ефективність, досягнута її ускладненням, на початковому етапі мала зворотним боком безліч відмов. До того ж точному і чутливого комплексу в польових умовах доводиться працювати в обстановці, далекій від лабораторної. Якщо самі танки звичні до бруду і пилу, то цього не можна сказати про прецизійної техніки, гідності якої виявляються безпосередньо залежними від умов експлуатації.
У той же час електронна начинка «Леклерка» виявилася надзвичайно дорогою, складаючи близько 60 % вартості танка піднялася до рекордного рівня. Контрактна ціна танка становить від 9 до 10 млн доларів, у той час як інші машини третього покоління коштують набагато менше: «Леопард-2» — 2,0—3,0 млн доларів, «Абрамс» М1А2 — 3,2—6,9 млн, Т-80У — 0,5—3,0 млн (коливання у вартості визначаються умовами постачання — комплектацією, виготовленням машин спеціально для замовника або розконсервацією з резерву, економічних відносин між країнами).
Шлях «Леклерка» в армію виявився не менш своєрідним, ніж його конструкція. Спочатку для бронекавалерійських сил Франції передбачалося замовити 1400 танків, вже в 1995 р. укомплектувавши шістдесятьма новими машинами один полк, а в 1996 р. — бронетанкову дивізію. Проте наміри довелося змінити: позначилися збільшена ціна танка і фінансові обмеження, що змусили спочатку урізати замовлення до 612, а потім і до 406 машин. Першими танки отримали 501-й і 503-й танковий полки 10-ї дивізії в Мурмеллоне, де дорогій машині було приділено належну увагу: великі кошти вклали у тилове забезпечення та навчальні засоби, тільки на будівельні роботи виділили 120 млн доларів, зокрема — на зведення спеціальних ангарів із кондиціонерами, що створюють сприятливий клімат для роботи бортової електроніки.
Намагаючись зберегти повномасштабні виробничі можливості випускати 110—120 танків на рік, французи зайнялися пошуком експортних замовлень. Попередні постачання країнам Перської затоки майже 400 танків АМХ-30 і намір Об'єднаних Арабських Еміратів оновити свій танковий парк вселяли надії на експорт нових машин у цей регіон.
Ефектно виглядав «Леклерк», який займав чільне місце на збройових виставках, швидко привернув увагу нафтових шейхів. Перешкодою не стали ні відомі проблеми з доведенням танка, ні неабияка ціна, швидше, навіть приваблива і свідчила про престижність товару. Очевидно, не обійшлося і без обов'язкової для збройового бізнесу закулісної боротьби, але все ж французам треба віддати належне — з чисто гальською винахідливістю вони не лише здобули вагомий комерційний і політичний успіх, додавши до 48-мільярдному замовлення для метрополії ще 28 млрд «арабських» франків і отримали можливість налагодити паралельну експлуатацію в досить складних умовах ще до масового надходження танків у свої війська. 14 лютого 1993 року в перший же день виставки озброєння IDEX-93 в Абу-Дабі, столиці ОАЕ, компанія GIAT оголосила про підписання контракту на продаж Еміратам 390 бойових танків і 46 ремонтно-евакуаційних машин на їх базі.
5 листопада 1994 року два перші танки було доставлено літаком в ОАЕ. Авто у виконанні «Леклерк Тропік» відрізнялися від французьких не тільки установкою обов'язкового кондиціонера та зняттям непотрібного в пісках обладнання підводного ходу. Серйозні зміни зазнала конструкція, а найістотнішою стала заміна силової установки. Не дуже сподіваючись на «гарячий» для пустельного клімату двигун з «гіпербарії», замовники визнали найкращим німецький 1500-сильний дизель MTU 883 з трансмісією Ренк HSWL 295.
Танки оглянули спадкоємець престолу ОАЕ шейх Халіфа бін Зайєд і головнокомандувач військами, а потім машини піддалися прискіпливим випробуванням. Контрактні зобов'язання привели до того, що на складальних лініях GIAT експортні «Леклерки» становили велику частку випуску, випереджаючи навіть поставки для французької армії. Укомплектувавши танковий батальйон, армія ОАЕ в квітні 1996 р. зробила масштабні навчання з участю «Леклерк», вході яких танки вели денні та нічні стрільби, випустивши понад 1800 снарядів, здебільшого — у русі і по рухомих цілях. 2 грудня 1996 року 80 арабських «Леклерк» продефілювали по вулицях Абу-Дабі під час параду. На святкуваннях були присутні гості з 43 країн, серед яких були члени королівських сімей та урядів сусідніх держав, які не могли залишитися байдужими при вигляді новеньких танків. «Леклерком» зацікавилися в Кувейті та в Саудівській Аравії, армія якої вже навесні 1995 р. зажадала «на пробу» два зразки.
У самій Франції публічний показ «Леклерк» відбувся лише 14 липня 1997 року, у день національного свята — Дня взяття Бастилії. Їх поява на Єлисейських полях стало родзинкою параду, хоча він і відтінив відомі «дитячі хвороби» цих машин. Справа в тому, що на парад попереднього року «Леклерки» вивести так і не зважилися через часті збої в надмірно складної комп'ютерної бортової системи. Однак після показу в Абу-Дабі на карту поставленою виявилася гордість Франції. Як писала газета «Ліберасьон», «неможливо, щоб у Парижі було представлено менше танків», обмовляючись при цьому, що організатори параду відчувають побоювання, що під час своєї першої появи на публіці на «найкрасивішому проспекті світу» новий танк заглухне. Подібна подія може стати повною катастрофою для фірми «GIAT-Industries» і негативно вплинути на громадську думку, яку слід переконати в підтримці програми з масового виробництва нового танка загальної вартістю 48 мільярдів франків, тобто понад 100 млн франків за кожен «Леклерк».
І хоча побоювання не виправдалися — жоден «Леклерк» під час параду не заглух, — лише 27 машин зведеного батальйону, сформованого з танків 501-го і 503-го полків, пройшли центральними вулицями трьома стрункими колонами, задовольнивши цікавість парижан. За лаштунками свята залишилося те, що, щоб уникнути неприємних сюрпризів, на танках було відключено більшість елементів електронної системи, повністю знеструмлена башта і працював лише необхідний для руху мінімум обладнання. Ще 12 танків парижани побачили тільки на платформах трейлерів, які їхали слідом.
Перші кроки «Леклерка» виявилися нелегкими — така доля всякого нововведення. Проте за своїм потенціалом французький основний бойовий танк є однією з найперспективніших машин світу як із бойових можливостей, так і за набором забезпечують їх технічних рішень. Результатом французького підходу стало те, що досягнуті «Леклерком» захищеність, рухливість і вогнева міць дозволяють фахівцям зарахувати його до «рівня 3 +» — провісник нового покоління бойових машин.
З останнім у «Леклерка» справи, схоже, йдуть не найкращим чином: щоб уникнути відмов багато складових ТІУС в експлуатації просто відключені, так що важко оцінити «добре не працюють» комплекси. За останніми повідомленнями, французи призупинили оснащення «Леклерк» ще сучаснішими системами, доводячи «до розуму» вже наявне обладнання. Що стосується компонування, то розміщення боєзапасу в кормовій ніші башти веде до її неврівноваженості при витрачанні снарядів, компенсувати яку доводиться за рахунок дуже потужного електромотора і стабілізатора гармати, що живляться від мережі з небезпечною напругою в 270 вольт.

## Варіанти

### Leclerc XLR
Модернізація передбачає встановлення нової СКВ, інформаційно-командної системи SICS (англ. Scorpion Information and Command System), посилення захисту від СВП та кумулятивних боєприпасів та інше. На борти корпусу та башти встановлюються протикумулятивні решітки та додатковий динамічний захист. Танки також отримують дистанційно керований бойовий модуль із 7,62-мм кулеметом.
Модернізація розпочалась у червні 2021 року за програмою Scorpion, яка також передбачає виготовлення БРМ Jaguar та багатоцільових колісних машин VBMR Griffon. До 2025 року планується оновити 122 танки до версії XLR.

## Оператори

### Поточні
- Йорданія: 70 одиниць Leclerc на озброєнні, станом на 2024 рік[7].
- ОАЕ: 268 одиниць танків Leclerc на озброєнні сухопутної армії ОАЕ[8], 50 одиниць танків Leclerc на озброєнні Президентської гвардії[9] та 46 одиниць БРЕМ на озброєнні, станом на 2024 рік[8]. 388 танків, 2 навчальних танки для підготовки водіїв і 48 БРЕМ було придбано в 1993 році. Згодом 80 танків було передано Йорданії[10][11].
- Франція: 215 одиниць танків Leclerc та 17 одиниць БРЕМ Leclerc DNG на озброєнні, станом на 2024 рік[12].

### Потенційні оператори
- Індія: у 2022 році Індії було запропоновано придбати Leclerc XLR для заміни радянського парку техніки[13][14].
- Хорватія: у 2022 році було запропоновано придбати Leclerc[15].
- Україна: у січні 2023 року президент Франції Емманюель Макрон заявив, що розглядається можливість постачання Україні танків Leclerc[16].

### В Україні
У травні-червні 2002 року в Україні на полігоні «Широкий лан» в рамках програми «Партнерство заради миру» відбулися навчання «Козацький степ». З французької сторони в навчаннях взяли участь підрозділи 2-гої бронетанкової бригади, а саме 1200 військовослужбовців та 120 одиниць військової бронетехніки, в тому числі приблизно 50 танків «Леклерк». Наступного року 24 танки «Леклерк» зі складу 2-гої бронетанкової бригади Франції на території України разом з 79-тим аеромобільним полком ЗСУ брали участь у навчаннях «Козацький степ-2003».

## Головні тактико-технічні характеристики сучасних основних бойових танків
| Тактико-технічні характеристики сучасних основних бойових танків | Тактико-технічні характеристики сучасних основних бойових танків                            | Тактико-технічні характеристики сучасних основних бойових танків | Тактико-технічні характеристики сучасних основних бойових танків       |
| ---------------------------------------------------------------- | ------------------------------------------------------------------------------------------- | ---------------------------------------------------------------- | ---------------------------------------------------------------------- |
| {\displaystyle M}                                                | Бойова маса (загальна вага танка в бойовому стані) в тоннах                                 | {\displaystyle V}                                                | Максимальна швидкість (по шосе) в кілометрах на годину                 |
| {\displaystyle L}                                                | Довжина (загальна довжина танка з гарматою вперед) в міліметрах                             | {\displaystyle L_{k}}                                            | Запас ходу по шосе (без встановлення додаткових баків) в кілометрах    |
| {\displaystyle L^{w}}                                            | Ширина (від гусениці до гусениці, без бортових екранів) в міліметрах                        | {\displaystyle B}                                                | Кількість пострілів з основної гармати                                 |
| {\displaystyle H}                                                | Висота (по даху башти) в міліметрах                                                         | {\displaystyle C}                                                | Калібр основної гармати в міліметрах                                   |
| {\displaystyle W}                                                | Потужність силової установки (двигуна) танка в кінській силі                                | На озброєнні                                                     | Рік прийняття на озброєння першої моделі                               |
| {\displaystyle N}                                                | Питома потужність (відношення потужності {\displaystyle W} до маси {\displaystyle M} танка) | Активний захист                                                  | Відсутність чи наявність систем активного захисту (APS)                |
| {\displaystyle E}                                                | Екіпаж танка (чоловік)                                                                      | Динамічний захист                                                | Відсутність чи наявність систем динамічного захисту (ERA, NxRA, SLERA) |

| Порівняння ТТХ сучасних основних бойових танків | Порівняння ТТХ сучасних основних бойових танків | Порівняння ТТХ сучасних основних бойових танків | Порівняння ТТХ сучасних основних бойових танків | Порівняння ТТХ сучасних основних бойових танків | Порівняння ТТХ сучасних основних бойових танків | Порівняння ТТХ сучасних основних бойових танків | Порівняння ТТХ сучасних основних бойових танків | Порівняння ТТХ сучасних основних бойових танків | Порівняння ТТХ сучасних основних бойових танків | Порівняння ТТХ сучасних основних бойових танків | Порівняння ТТХ сучасних основних бойових танків | Порівняння ТТХ сучасних основних бойових танків | Порівняння ТТХ сучасних основних бойових танків | Порівняння ТТХ сучасних основних бойових танків | Порівняння ТТХ сучасних основних бойових танків |
| Список можна сортувати. Натисніть назву колонки яку потрібно відсортувати. Клацніть знову, щоб змінити порядок сортування. Оновіть сторінку щоб відновити до початкового виду. | Список можна сортувати. Натисніть назву колонки яку потрібно відсортувати. Клацніть знову, щоб змінити порядок сортування. Оновіть сторінку щоб відновити до початкового виду. | Список можна сортувати. Натисніть назву колонки яку потрібно відсортувати. Клацніть знову, щоб змінити порядок сортування. Оновіть сторінку щоб відновити до початкового виду. | Список можна сортувати. Натисніть назву колонки яку потрібно відсортувати. Клацніть знову, щоб змінити порядок сортування. Оновіть сторінку щоб відновити до початкового виду. | Список можна сортувати. Натисніть назву колонки яку потрібно відсортувати. Клацніть знову, щоб змінити порядок сортування. Оновіть сторінку щоб відновити до початкового виду. | Список можна сортувати. Натисніть назву колонки яку потрібно відсортувати. Клацніть знову, щоб змінити порядок сортування. Оновіть сторінку щоб відновити до початкового виду. | Список можна сортувати. Натисніть назву колонки яку потрібно відсортувати. Клацніть знову, щоб змінити порядок сортування. Оновіть сторінку щоб відновити до початкового виду. | Список можна сортувати. Натисніть назву колонки яку потрібно відсортувати. Клацніть знову, щоб змінити порядок сортування. Оновіть сторінку щоб відновити до початкового виду. | Список можна сортувати. Натисніть назву колонки яку потрібно відсортувати. Клацніть знову, щоб змінити порядок сортування. Оновіть сторінку щоб відновити до початкового виду. | Список можна сортувати. Натисніть назву колонки яку потрібно відсортувати. Клацніть знову, щоб змінити порядок сортування. Оновіть сторінку щоб відновити до початкового виду. | Список можна сортувати. Натисніть назву колонки яку потрібно відсортувати. Клацніть знову, щоб змінити порядок сортування. Оновіть сторінку щоб відновити до початкового виду. | Список можна сортувати. Натисніть назву колонки яку потрібно відсортувати. Клацніть знову, щоб змінити порядок сортування. Оновіть сторінку щоб відновити до початкового виду. | Список можна сортувати. Натисніть назву колонки яку потрібно відсортувати. Клацніть знову, щоб змінити порядок сортування. Оновіть сторінку щоб відновити до початкового виду. | Список можна сортувати. Натисніть назву колонки яку потрібно відсортувати. Клацніть знову, щоб змінити порядок сортування. Оновіть сторінку щоб відновити до початкового виду. | Список можна сортувати. Натисніть назву колонки яку потрібно відсортувати. Клацніть знову, щоб змінити порядок сортування. Оновіть сторінку щоб відновити до початкового виду. | Список можна сортувати. Натисніть назву колонки яку потрібно відсортувати. Клацніть знову, щоб змінити порядок сортування. Оновіть сторінку щоб відновити до початкового виду. |
| Танк | {\displaystyle M} | {\displaystyle L} | {\displaystyle L^{w}} | {\displaystyle H} | {\displaystyle W} | {\displaystyle N} | {\displaystyle E} | {\displaystyle V} | {\displaystyle L_{k}} | {\displaystyle B} | {\displaystyle C} | На озброєнні | Динамічний захист | Активний захист | Джерела |
| --- | --- | --- | --- | --- | --- | --- | --- | --- | --- | --- | --- | --- | --- | --- | --- |
| БМ «Оплот» Україна | 51 | 9720 | 3400 | 2285 | 1200 | 24,7 | 3 | 70 | 400 | 46 | 125 | 2009 | «Дуплет» | «Варта» | 12 |
| Т-90С Росія | 46,5 | 9530 | 3370 | 2280 | 1000 | 21,5 | 3 | 60 | 450 | 42 | 125 | 2005 | так | «Штора-1» | 1 2 |
| Leopard 2A6M Німеччина | 62,5 | 10970 | 3030 | 2640 | 1500 | 24,0 | 4 | 68 | 500 | 42 | 120 | 2004 | так | «MUSS» | 1 2 |
| Merkava Mark IV Ізраїль | 65 | 9040 | 3720 | 2660 | 1500 | 23,0 | 4 | 64 | 500 | 48 | 120 | 2003 | «LAHAT» | «Trophy» | 1 2 |
| Abrams M1A2SEP США | 63 | 9830 | 3650 | 2370 | 1500 | 23,8 | 4 | 68 | 426 | 48 | 120 | 2000 | «ARAT» | «AN/VLQ-6 MCD» | 1 2 3 |
| РТ-91А Польща | 45,3 | 9670 | 3600 | 2200 | 1000 | 21,8 | 3 | 60 | 480 | 42 | 125 | 2010 | «ERAWA» | «OBRA-3» | 1 2 3 4 |
| Leclerc Франція | 54,5 | 9870 | 3710 | 2530 | 1500 | 27,52 | 3 | 72 | 500 | 40 | 120 | 1992 | так | н/д | 1 2 |
| Challenger 2 Велика Британія | 62,5 | 11500 | 3500 | 2490 | 1200 | 19,2 | 4 | 56 | 450 | 52 | 120 | 2002 | так | н/д | 1 2 |
| K1А1 (тип 88) Південна Корея | 53,1 | 9710 | 3600 | 2250 | 1200 | 22 | 4 | 65 | 500 | 32 | 120 | 2000 | н/д | ні | 1 2 3 |
| тип 99А2 КНР | 58 | 11000 | 3400 | 2250 | 1500 | 27,8 | 3 | 65 | 450 | 32 | 125 | 2000 | FY-4 | JD-3 | 1 2 |
| Arjun Mk.1 Індія | 57,6 | 10638 | 3864 | 2320 | 1400 | 23,9 | 4 | 70 | 450 | 39 | 120 | 2011 | ні | ні | 12 |
| C1 Ariete Італія | 54 | 9670 | 3420 | 2510 | 1247 | 23 | 4 | 65 | 550 | 42 | 120 | 1995 | ні | так | 1 2 |
| Al-Khalid Пакистан | 48 | 10070 | 3500 | 2400 | 1200 | 26 | 3 | 72 | 500 | 39 | 125 | 2001 | так | «Варта» | 1 2 |
| Тип 10 Японія | 44 | 9485 | 3240 | 2300 | 1200 | 27 | 3 | 70 | н\д | н\д | 120 | 2010 | н\д | н\д | 1 2 |
| Zulfiqar Іран | 36 | 7000 | 3600 | 2400 | 780 | 21,7 | 3 | 70 | 450 | н\д | 125 | 1996 | ні | ні | 1 |